# Андреассен, Кристиан
Кристиан Антон Виберг Андреассен (фар. Kristian Anthon Viberg Andreassen; 30 августа 1985, Тофтир, Фарерские острова) — фарерский футболист, на протяжении всей своей карьеры выступавший за клуб «Б68».

## Карьера
С 7 лет занимался в футбольной школе клуба «Б68» из своей родной деревни Тофтир. Кристиан начинал как нападающий. В высшем дивизионе Андреассен дебютировал в 16 лет, в том сезоне он пять раз выходил на замену. Однако уже в следующем сезоне игрок провёл 17 матчей в основном составе и забил свои первые два мяча. С 2009 года Кристиан в основном начал выходить на позиции центрального полузащитника из-за своей низкой результативности (не больше 6 голов за год, а в сезоне 2009 он в 26 матчах ни разу не отличился). Сейчас игрок имеет прочное место в основе своего клуба, в сезоне-2011 он провёл 25 матчей и забил 4 мяча. В чемпионате 2012 года Кристиан провёл двадцать три матча и забил два гола, а его клуб вылетел из Премьер-Лиги. В следующем году он внёс весомый вклад в возвращение команды в элиту, однако в сезоне-2014 Кристиан вместе со своим клубом снова вылетел в первую лигу.

## Достижения
- Победитель первого дивизиона (3): 2005, 2007, 2013